# Estrutura (petrografia)

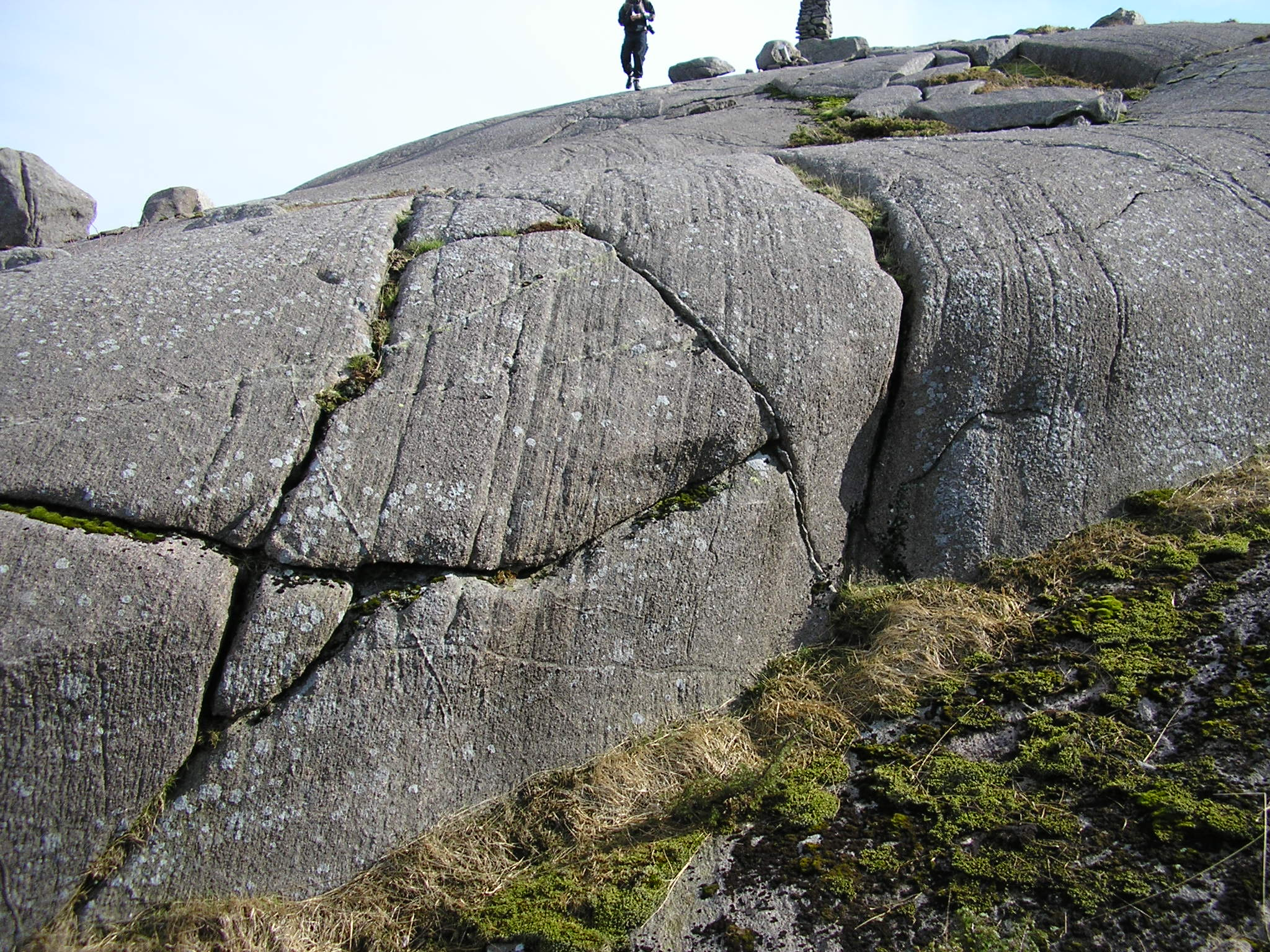
Estrutura primária de um afloramento de uma intrusão de anortosito (Rogaland, Noruega).

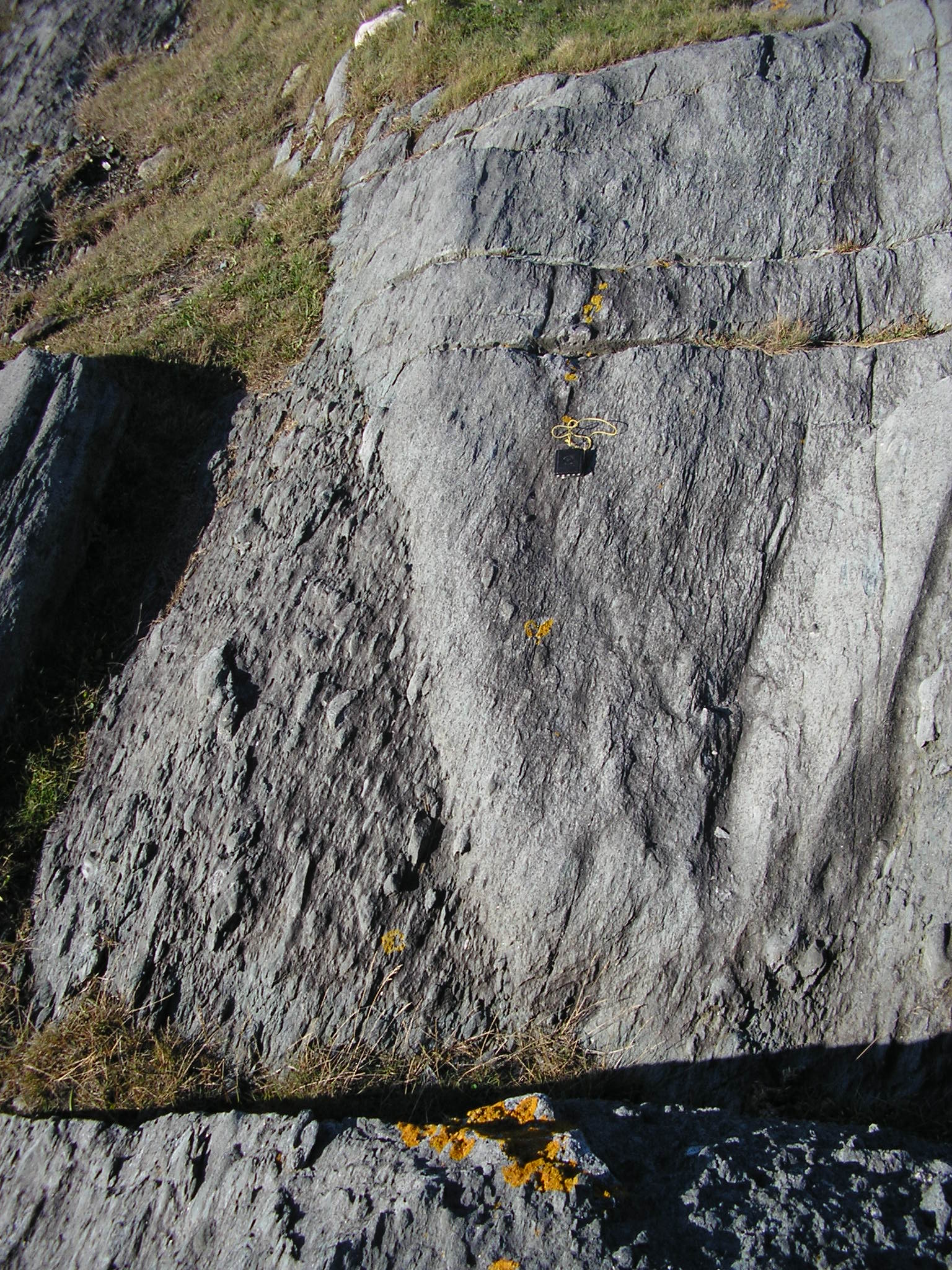
Sedimentos vulcânicos deformados em lâmina com tessitura primária (acamamento) mostrado pela mudança abrupta no tamanho dos clastos, tessitura secundária mostrada pela estrutura em S penetrativo, clivagem em rochas de grão fino, e pela forma dos clastos vulcânicos deformados (Cabo Forchu, Nova Escócia).

Estrutura das rochas (também fabric, tecido ou tessitura) é a designação dada à organização interna das rochas à escala macroscópica, incluindo o tamanho, forma e disposição dos grãos e os processos que controlam sua formação. O termo é utilizado em geologia e petrografia para descrever a organização geométrica e configuração espacial dos componentes que constituem uma rocha. Inclui a textura e a orientação espacial dos diferentes componentes (geralmente minerais ou clastos).

## Descrição
A estrutura das rochas inclui a feição petrográfica na escala macroscópica, desde escala de amostra de mão, também chamada escala mesoscópica, até a escala do afloramento rochoso, sendo determinada pela organização de homogeneidades e de heterogeneidades texturais ou composicionais, bem como de superfícies de descontinuidade física. Os conceitos de estrutura e textura das rochas, apesar de distintos e de escalas diferentes, são interdependentes, pois estão relacionados com a organização dos componentes da rocha em resposta aos processos geológicos que controlaram a origem e a evolução da rocha. O estudo de texturas e de estruturas é útil na determinação do tipo de rocha e, muitas vezes, da sucessão de eventos geológicos a que foi submetida.
Em rochas sedimentares, a tessitura desenvolvida depende do ambiente de deposição e pode fornecer informações sobre as direções das correntes no momento da deposição. Em geologia estrutural, a estrutura pode fornecer informações sobre a orientação e a magnitude das tensões que afetaram uma determinada rocha deformada.

### Tipos de estrutura
A tipologia das estruturas encontradas nas rochas é muito variável, refletindo o ambiente de formação e a evolução da rocha. A terminologia mais comum na descrição dos tipos de estruturas (ou de tessituras) encontrados nas rochas é a seguinte:
- Estrutura primária — uma tessitura criada durante a formação original da rocha, por exemplo, uma orientação preferida dos eixos longos dos clastos num conglomerado, paralela à direção do fluxo, depositada por uma corrente de declínio rápido.
- Estrutura de forma (ou estrutura morfológica) — uma tessitura que é definido pela orientação preferida de elementos desiguais dentro da rocha, tais como grãos minerais em forma de placa ou agulha. Pode também ser formado pela deformação de elementos originalmente equantes, tais como grãos minerais.[5]
- Orientação cristalográfica preferencial — nas rochas plasticamente deformadas, os minerais constituintes apresentam geralmente uma orientação preferencial dos seus eixos cristalinos em resultado de processos de deslocamento.
- Tecido em S — uma tessitura planar como a clivagem ou foliação que quando forma a estrutura dominante numa rocha esta pode ser designada por tectonito-S.
- Tecido em L — um tessitura linear, tal como o estiramento mineral de lineação, onde os agregados de grãos recristalizados são estirados no longo eixo do elipsoide de tensão finito, que quando forma a estrutura dominante numa rocha, esta pode ser designada por tectonito-L.
- Estrutura penetrativa — uma tessitura que está presente em toda a rocha, geralmente até à escala do grão, embora tal também dependa da escala em que as observações têm lugar.[6]
- Estrutura magnética — orientação de partículas magnéticas numa amostra de rocha ou em solos que pode ser usada para determinar a história paleomagnética[7] ou para quantificar a tensão geológica.[8]

### Classificação
A estrutura é em geral classificada segundo a sua génese dominante em:
- Estrutura primária — estrutura desenvolvida durante a formação da rocha sedimentar ou ígnea, nomeadamente devido a estratificação, estratificação cruzada, marcas de onda ou formação de estruturas miarolíticas;
- Estrutura secundária — estrutura decorrente da deformação tectónica ou de metamorfismo da rocha, nomeadamente por dobra, clivagem de crenulação, xistosidade, fratura ou formação de bandas metamórficas. A estrutura secundária fornece pistas para reconstruir o estado de deformação da rocha, a cinemática da deformação, os tempos de transformação e a geometria da dobragem, o que contribui para reconhecer e reconstruir a evolução tectónica da região.

Embora o termo seja geralmente aplicado apenas às rochas, é por vezes alargada a características regionais e mesmo telúricas, como grandes falhas transcorrentes, cinturões dobrados ou batólitos. Por outro lado, o termo estrutura também é aplicável nas escalas microscópica e mesmo atómica, mas em contexto que não a caracterização petrográfica.
Em função da geometria dos elementos que lhe dão origem, a estrutura pode distinguir-se em:
- tessitura plana ou foliação, em que o elemento de tessitura é plano, ou seja, é mais curto numa dimensão do que as outras duas;
- tessitura linear ou lineação, em que o elemento de tessitura é linear, ou seja, é mais comprido numa dimensão do que nas outras duas.

Em função da morfologia, a estrutura das rochas pode ser classificada em:
- Estrutura adiastrófica — estrutura, geralmente superficial, formada sem o concurso de tectonismo ou diastrofismo, podendo ser singenética (ex. falhas de crescimento), penecontemporânea (ex. dobras de escorregamento de taludes) ou superimposta (ex. atrito e arrasto de camadas que se vergam com processo de solifluxão).[9]
- Estrutura eutaxítica — estrutura planar de rocha vulcânica, em geral ignimbritos, caracterizada por fragmentos de pedra-pomes com 1 a 4 cm em chama (fiamme) soldados e inseridos numa matriz mais fina de material cinerítico sinterizado.[10]
- Estrutura miarolítica — estrutura vesicular comum em rochas ígneas encaixadas nas regiões superficiais da crusta, principalmente em cúpulas ricas em materiais voláteis de intrusões graníticas, muitas vezes como cavidades, com contornos dados pelos minerais vizinhos e formadas pela pressão dos gases libertados no processo de arrefecimento e cristalização, atapetadas por cristais de quartzo, calcite e outros minerais tardios ou de pós-cristalização magmática.[11]
- Estrutura S-C — estrutura que ocorre em faixas miloníticas ou zonas de cisalhamento, presente desde a escala milimétrica, visível em lâmina delgada, até à escala de afloramento, com plano de cisalhamento (C), discreto, não penetrativo, de natureza rúptil, cortando um plano penetrativo de xistosidade ou de clivagem (superfície S) de natureza dúctil que se apresenta sigmoidal, assintótico ao plano C. Esta estrutura S-C define o movimento de deslocamento do rejeito da falha de forma que quanto maior for a deformação (strain) relacionada com o cisalhamento, menor é o ângulo entre os dois planos.[12]

As rochas com uma textura preferencial generalizada (designada por penetrativa) são designadas por tectonitos. Se dominarem elementos de uma textura plana, designa-se por tectonito-S, se dominarem elementos de uma textura linear, designa-se por tectonito-L e se ambos os elementos estiverem presentes, designa-se por tectonito-LS.